# Henri Crolla
Enrico Crolla, dit Henri Crolla, est un guitariste italien naturalisé       français né le 26 février 1920 à Naples (royaume d'Italie) et mort le 17 octobre 1960 à Suresnes.

## Biographie
Henri Crolla naît en 1920 en Italie dans une famille de musiciens napolitains itinérants qui jouent surtout en Allemagne, en Bavière dans des établissements réputés. La Première Guerre mondiale ramène la famille à Naples, et leur statut d’artistes dégringole vers quasi-indigents. Avec la montée du fascisme, ils quittent l’Italie en 1922 pour la France. Ils s’installent à la porte de Choisy, dans « la Zone », mi-bidonville mi-terrains vagues, avec des immigrants, avec les Gitans et les Manouches qui s’y arrêtent régulièrement. Parmi ces voisins manouches, la famille de Django Reinhardt où « Rico » est considéré comme un des enfants de la tribu par la mère de Django, « la belle Laurence »,.
Enrico, ou Rico, commence à jouer avec la mandoline de maman, Teresa, quand elle est au travail. Il a trois ans, les parents survivent en jouant dans la rue, en vendant des oignons et de l'ail, ce qui ne plaît pas aux autres enfants. Ils veulent un vrai travail, en usine. Enrico est le seul à suivre la trace musicale d’Antonio et Teresa Crolla, amis de Nino Rota, mais en France, ce n’est plus pareil. Néanmoins Antonio persévère, forme des petits ensembles (Jazz Crolla) encourage Enrico, qui ne demande que ça. À huit ans, il commence à mettre l’école entre parenthèses pour aller jouer du banjo aux terrasses des cafés riches, des brasseries en vogue, comme La Coupole : il figure sur un des piliers où les peintres de Montparnasse immortalisent les personnalités de l'époque.
À treize ans, il joue dans la rue et rencontre Lou Bonin du Groupe Octobre. Devenant lui-aussi membre de ce groupe d'agitprop au moment du Front populaire,, il entre naturellement dans l’univers de mots et d’images de Jacques Prévert, Pierre Prévert, Paul Grimault, et celui du théâtre d’action de Lou Bonin.
Paul Grimault et Jacques Prévert l'adoptent en amitié. Il vit plusieurs années, vers 1935-38, chez Grimault, où il découvre la guitare, le jazz… Chez  Grimault, le peintre Émile Savitry amène quelques-uns de ses amis musiciens, les frères Ferret, et surtout Django et Joseph Reinhardt, dont la formation originale, le Quintette à cordes du Hot Club de France invente un jazz européen novateur. Là, « Riton » que Prévert baptise « Mille-pattes » pour son agilité de musicien, découvre toutes les possibilités du vrai jazz : l’improvisation, la création spontanée, la liberté.
Très vite à partir de 1938, il fait partie des musiciens invités dans les clubs de jazz où se produisent Coleman Hawkins, Benny Carter, Bill Coleman, Gus Viseur, avec qui il joue à La Boîte à sardines.
La Seconde Guerre mondiale interrompt son parcours : mobilisé en Italie, il déserte et revient en France. Durant les années 1940-45, c’est une alternance de travaux d’occasion et de concerts plus ou moins importants. C'est en 1940-41 qu'il sympathise avec les jeunes comédiens qui sont au Café de Flore, où il joue devant la terrasse, et il devient copain avec Simone Kaminker, future Simone Signoret.
Il n'est naturalisé français qu'en 1946[réf. nécessaire], mais dès 1945 c'est un musicien de jazz en voie de consécration — Prix de l’Académie du jazz 1947  avec Léo Chauliac et Emmanuel Soudieux) —, puis en 1947, il rencontre Yves Montand, dont il devient la conscience musicale et qui lui présente une jeune journaliste : Colette Ravier. Coup de foudre. Crolla rend la politesse à Montand en 1949 en lui présentant une « copine du Flore » du temps des vaches maigres, en 1942-43, Simone Signoret. Amitié qui ne se dément jamais, c’est Signoret qui invente le surnom « Crollette ».
Entre 1947 et 1953, Montand et le quintette jazzy créé avec Bob Castella parcourent tous les lieux de spectacles, casinos, clubs huppés, salles populaires, l'Étoile, l'ABC… Jusqu'au marathon de l'Étoile en 1953, six mois à guichets fermés consacré par le premier double-album 33 tours de cette nouvelle technique, le microsillon, qui supplante rapidement le 78 tours.
En 1951, il est avec Boris Vian et Louis Bessières dans le cabaret La Fontaine des Quatre-Saisons, où Barbara ne peut obtenir qu'une place de plongeuse, la programmation étant bouclée pour l'année. Parcours music-hall jusqu’en 1957-58, avec la composition de 40 chansons, et quelques années intenses de tournées.
En 1954, Montand fait une pause-cinéma, et Crolla compose musiques de courts-métrages, documentaires, avec André Hodeir, association de deux personnalités complémentaires : l'autodidacte, et le musicien musicologue aux trois prix de conservatoire.
En 1954-1955, le Club Saint-Germain reprend ses activités. Crolla invite Stéphane Grappelli, Emmanuel Soudieux et Baptiste Mac Kac Reilles pour quelques soirées-jazz en quartette violon, guitare, batterie et contrebasse. Cet ensemble est l'idéal selon Emmanuel Soudieux, le contrebassiste préféré de Django (Soudieux est le premier contrebassiste européen à marquer les 4 temps, la walking bass).
Henri Crolla grave ses premiers enregistrements de jazz chez Véga. Trois Long play (LP)  sont ainsi enregistrés: Le Long des rues, Bonsoir chérie et C’est pour toi que je joue. À partir de 1950, avec André Hodeir, ils composent aussi plus de 50 musiques pour des courts-métrages, des documentaires, et en 1954-55 ce sont les premières musiques pour longs-métrages, avec Gas-oil (avec Jean Gabin et Jeanne Moreau), puis Cette sacrée gamine, Une Parisienne, Voulez-vous danser avec moi ? (avec Brigitte Bardot).
Son éclectisme et sa curiosité musicale le mènent à financer le premier disque d'un jeune auteur de musique sérielle, Jean Barraqué, reconnu depuis comme un des pionniers du genre. Crolla, bien que très éloigné de ce genre de musique, pressent qu’il y a là une démarche créatrice, nouvelle, qui mérite attention.
Les années 1955-58 sont très denses : jazz, cinéma, musiques populaires (trois 33 tours de guitare solo), tournée en URSS avec Montand et, en 1956, premier essai de comédien avec Enrico, cuisinier, un film burlesque de Paul Grimault et Pierre Prévert.
Dans les disques qu'il enregistre pour Vega, il choisit des  musiciens peu connus, mais remarquables, comme Maurice Meunier et le tout jeune Martial Solal (qui signe parfois Lalos Bing) au côté des fidèles, Soudieux, Pierre Fouad, et des compagnons réunis pour un hommage à Django « de ses pairs » comme dit la maison de disques. C'est grâce à Crolla que Paul Paviot réussit à tourner le film sur cet hommage à Django en 1958, où l'on retrouve entre autres Hubert Rostaing, Joseph Reinhardt, Stéphane Grappelli et Crolla.
Avec la famille Prévert-Grimault, qu'il ne quitte plus (la « contre-bande » de Prévert), Crolla s'éloigne du métier de musicien-routier, le cinéma l'attire de plus en plus.
Dans la bande à Prévert, on fait de cette forme d'expression un moyen privilégié, la chanson et le cinéma sont intimement liés. Avec Simone Signoret, Crolla aide Montand à construire un tour de chant qui devient un modèle, l'Étoile 53 reste une vraie leçon de spectacle chanson totalement abouti.
Toujours à l'écoute, il passe en studio offrir quelques notes au premier disque de la jeune chanteuse autrice-compositrice-interprète) (ACI) Nicole Louvier. Les activités cinématographiques deviennent primordiales, c'est pour cette raison qu'il n'est pas sur scène avec Montand lors des concerts de l'Étoile en 1958, mais il joue sur l'album. C’est Didier Duprat qui assure la succession à la guitare, et le groupe se renforce d’un trombone.
Au hasard des rencontres amicales, musicales, il accompagne ponctuellement Germaine Montero,  Mouloudji, qui fait ses premiers pas de chanteur sur scène avec Crolla à la guitare, ou Édith Piaf dans Cri du cœur, et Yves Robert dans un direct radio… En 1954, Jacques Prévert enregistre une déclamation de son recueil Paroles avec la guitare de Crolla en contrechant improvisé.
Puis c'est la tournée en Russie avec Montand, en 1956-57, moment très fort de la vie socio-politico-artistique de ces années de guerre froide.

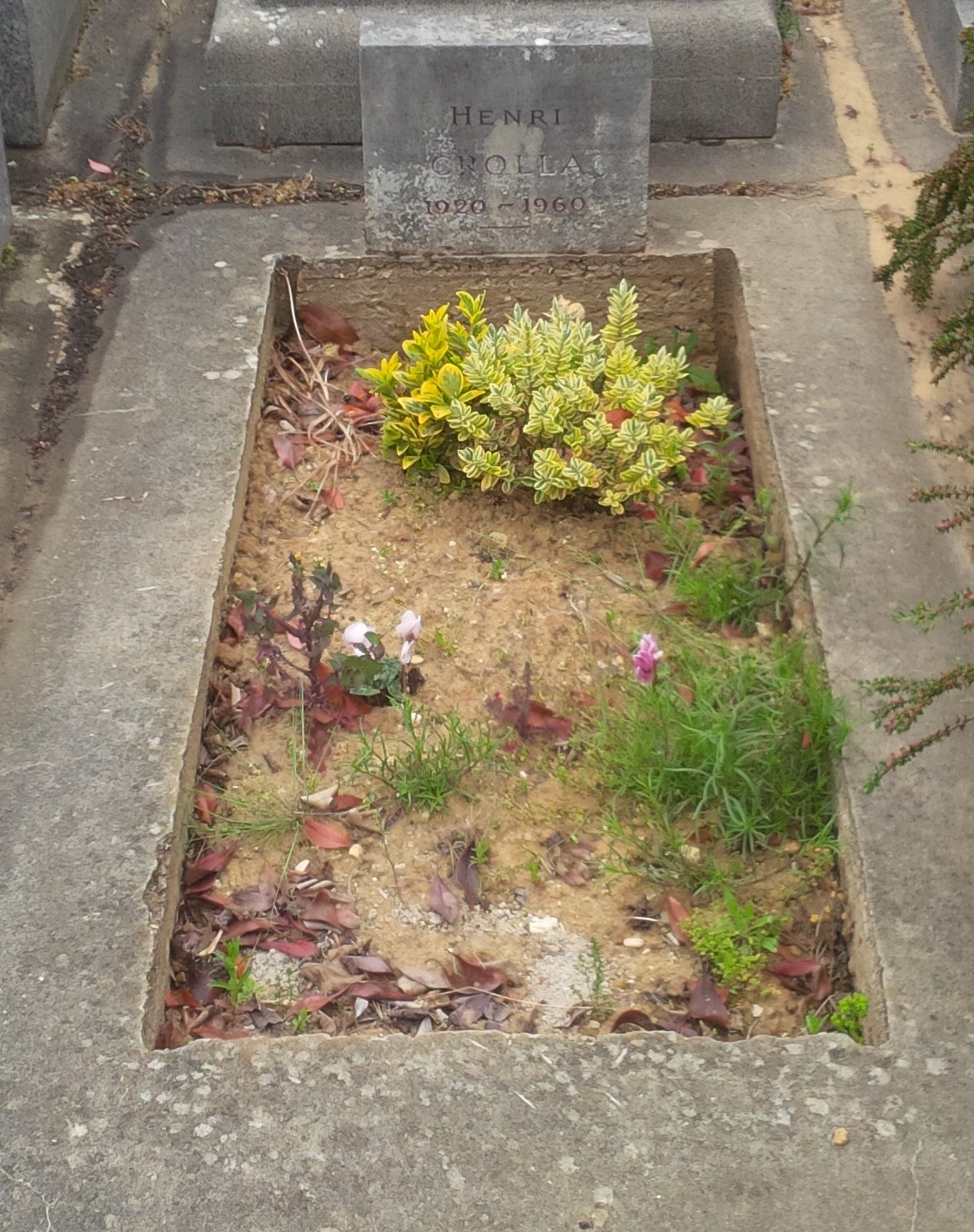
Tombe d'Henri Crolla au cimetière suresnois des Bulvis (division 7) à Rueil-Malmaison.

En 1958, il emmène Georges Moustaki chez Édith Piaf, comme il avait emmené Montand chez Prévert à Saint-Paul-de-Vence.
En 1959, sur le tournage de Saint-Tropez Blues, il rencontre un jeune comédien, Jacques Higelin, devient son mentor et lui suggère d’essayer la chanson. Il lui donne quelques leçons de guitare qui marquent le jeune homme pour la vie. Crolla offre à Higelin pour ses 20 ans, une guitare du luthier Antoine Di Mauro, dont Higelin fait faire une copie dans les années 1980, pour son spectacle au Cirque d'Hiver.
À la fin de 1959, Crolla décroche le premier rôle (avec Higelin) du film d'Henri Fabiani Le bonheur est pour demain (film tourné sur le chantier du paquebot France entre juillet et octobre 1960). Il apprend à Jacques Higelin quelques accords supplémentaires de guitare, mais surtout l'encourage à persister comme chanteur et lui pronostique une grande carrière. Ses conseils sont décisifs.
Fumeur, il meurt soudainement le 17 octobre après une opération d'un cancer des poumons à la fin du tournage, à 40 ans.,. Il repose aux côtés de Colette Crolla au cimetière des Bulvis de Suresnes à Rueil-Malmaison (7e division).

## Récompenses
• Prix de l’Académie du jazz 1947 avec Léo Chauliac et Emmanuel Soudieux. 
• Grand Prix du Disque 1957 de l’Académie Charles-Cros pour l’album Le Long des rues - Album d’Henri Crolla  ∫ Disques Vega LP Véga - V 35 S 747.

## Discographie
- Crolla & Co, hommage à  Django de ses compagnons (Jazz in Paris, Universal, 2001)
- Begin the beguine (id, 2002)
- Quand refleuriront les lilas blancs (id, 2002)
- Dans le double CD Le Meilleur de Grappelli (EMI), huit titres enregistrés au Club Saint-Germain (1954)
- The Jazz sides, Henri Crolla, coffret de 3 CD avec livret complet (réédition des trois premiers CD Jazz in Paris) sortie novembre 2010.
- Henri Crolla, 1946-1960, Jazz, chanson, musiques de film et poésie, coffret 2 CD, éd. Frémeaux & associés (2025).

En 2007, dans la collection Jazz in Paris, on trouve dans le volume 5 Jazz&Cinéma les compositions d'Henri Crolla et André Hodeir pour le cinéma, entre 1950 et 1960. Toujours dans la collection Jazz in Paris, dans le volume 4 Jazz&Cinéma, les airs de « Touchez pas au grisbi » par le Trio Jean Wiéner-Jean Wetzel-Henri Crolla.
Le 9 mars 2009, le double album Le Long des rues regroupe les titres de l'album du même nom, Grand Prix du disque 1957, avec les titres des albums Bonsoir chérie, C'est pour toi que je joue et plusieurs titres de disques 45 tours parus en 1959-1960, certains en collaboration avec Marcel Mouloudji. Dans ce double album, on trouve les musiques de films, courts-métrages (Léon la Lune, Les Deux Plumes, etc.) toujours dans la collection Jazz in Paris, Hors série no 04.
Plusieurs compilations reprennent des titres d'Henri Crolla, dont Jazz à la gitane. Mais une des plus pointues dans le domaine de la guitare jazz est le double album réalisé par Alain Antonietto, expert de la saga reinhardtienne, et de ses disciples d'hier et d'aujourd'hui, Gipsy Jazz School chez Iris Music (avec trois morceaux joués par Crolla, et un extrait rarissime de la messe composée par Django). En mars 2011, deux 45 tours de musiques de films avec Brigitte Bardot sont réédités avec les pochettes d'origine : « Une Parisienne » et « Voulez-vous danser avec moi ? ».

## Filmographie

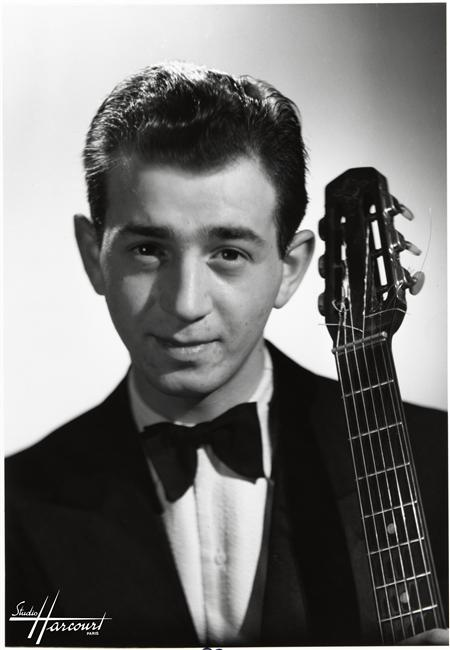
Henri Crolla en 1940 (photo studio Harcourt).

### Compositeur

#### Cinéma
- 1953 : Champs Élysées
- 1954 : Enrico cuisinier , de Paul Grimault et Pierre Prévert
- 1955 : Mon chien
- 1955 : Les Bras de la Seine
- 1955 : À propos d'une rivière
- 1955 : Gas-oil
- 1956 : Léon la lune
- 1956 : Le Ciel par-dessus le toit
- 1956 : Cette sacrée gamine (Mlle Pigalle)
- 1957 : Une Parisienne
- 1957 La faim du monde, court-métrage de Paul Grimault
- 1958 : Paris mange son pain
- 1958 : Et ta sœur
- 1958 : Le Passager clandestin
- 1958 : Péché de jeunesse, de Louis Duchesne et René Thévenet
- 1959 : Le vent se lève
- 1959 : Les Motards
- 1959 : Ce corps tant désiré
- 1959 : Histoire d'un poisson rouge
- 1959 : Voulez-vous danser avec moi ?
- 1959 : Les Pionniers
- 1960 : Photo souvenir
- 1960 : La Française et l'Amour
- 1961 : Le bonheur est pour demain
- 1961 : Saint-Tropez Blues
- 1963 : Le Tout pour le tout
- 1964 : Le Monde sans soleil

#### Télévision
- 1960 : Du côté de l'enfer, de Claude Barma (téléfilm diffusé avec le titre « La Grande Bretèch »)
- 1961 : Mon frère Jacques, de Pierre Prévert (documentaire pour la télévision belge)

### Acteur
- En 1952, il est aux côtés d'Yves Montand dans un film à sketches Souvenirs perdus où il joue son rôle de guitariste accompagnateur. En 1956, il est la vedette d'Enrico cuisinier et, en 1960, il est José, premier rôle avec Higelin, dans Le bonheur est pour demain.

- Henri Crolla apparaît aussi dans le court métrage de Paul Paviot, tourné en 1958, en hommage à Django Reinhardt.

### Autres
- Nino Bizzarri, cinéaste italien, lui a consacré un film en 2002, pour la RAI Uno Vie et mort d'un petit soleil[13] tourné à Naples et Paris, avec les témoignages de Moustaki, Higelin, Colette Crolla, Patrick Saussois, Francis Lemarque, Martine Castella, Roger Boumandii, etc. long métrage d'une heure et demie, présenté au Festival de Locarno et récompensé  par un Premio Asolo Miglior Biografia d’Artista a Piccolo Sole - Vita e morte di Henri Crolla en 2006.